# ۱۱۱۶ (خورشیدی)
۱۱۱۶ هزار و صد و شانزدهمین سال هجری خورشیدی است.